# Jacques Duvigneau
Jacques Duvigneau dit « Chéri » (né à Audenge le 21 août 1833 - décédé à Audenge le 14 mars 1902), est un homme politique français du bassin d’Arcachon inscrit au groupe de l'Union républicaine.

## Biographie

### Origines de la famille
Historique et surnom de la famille Duvigneau ayant pour origine un nom de lieu bien connu à Bordeaux. Au début du XIXe siècle, Caudéran provient du mot coy, en gascon, qui signifie « chauve »; Ce dernier est le surnom de Jean Duvigneau et de la famille. Les Duvigneau était Coy, donc connu pour être chauves et fut le surnom héréditaire d'une branche de la famille Duvigneau du domaine de Certes dont la descendance compte députés, conseillers généraux et maires d'Audenge et de Gujan (XVIIIe – XIXe siècles).
La famille Duvigneau est une vieille famille paysanne (XVIe siècle) du « domaine de Certes » : sur l'un des premiers actes de la paroisse de Lanton / Audenge (Gironde) datant de 1694, l’on peut retrouver un Jean Duvign(e)au (paysan, dit Bicon, vacher du troupeau des vaches de l'église de Lanton) en tant que parrain de Jean Dejans devant témoin d'un certain Mathieu Lauric (archives départementales de la Gironde). 

### Activité politique
Maire d'Audenge (1871-1885), conseiller général du canton d'Audenge (1871-1892), puis président du conseil général de la Gironde (mandat : août 1893-juillet 1901), et enfin député de la Gironde (mandat du 23 octobre 1892 au 31 mai 1898).
Les activités publiques étaient dans la tradition de la famille Duvigneau : son grand-père Jean Duvigneau, dit « Caudéran », Pierre aîné son fils, Jean Frix Numa Bezian (1800-1879), cousin germain par alliance de Pierre, Jean-Certain Mesple, gendre de Pierre, et enfin Armand Duvigneau (1885-1922) frère de Jacques dit « Chéri », furent tous maires d'Audenge. La famille possédait une grande affectivité, la sœur de Jacques se prénommait Jeanne-Aimée.
Jacques dit « Chéri » et son frère Armand, appelés « les frères Duvigneau », entreprennent notamment successivement à partir de 1870 et jusqu'en 1922, l'aménagement d'Audenge. Ils urbanisent le centre, créant les voies bordées de platanes. Ils font construire la mairie, les écoles, l'église, le port, la gare et le jardin public qui sera plus tard baptisé de leur patronyme.
Propriétaire dans ce même canton (fortune estimée à son décès : 168 000 francs or, Jacques Chéri était le fils d'un débitant de tabac à Audenge (bassin d'Arcachon). Opposant au Second Empire, il était partisan de la réforme administrative (impôt), de la décentralisation et des « solutions progressistes » liées aux questions à la fois politiques et économiques de la condition ouvrière.
Opposé à l'Empire, il se heurta sur le plan local à Gaston Douillar, dit de Mahaudière, propriétaire du grand domaine de Graveyron et maire d'Audenge.
En 1892, les républicains le désignèrent pour remplacer Octave Cazauvieilh comme député de la cinquième circonscription.
Jacques « Chéri » Duvigneau était membre de nombreuses sociétés de secours mutuel et de la société historique et archéologique de Bordeaux. Il était l'ami d'Ernest Valeton de Boissière, grand propriétaire philanthrope qui professait des idées socialistes d'inspiration fouriériste. Ce dernier eut sur lui une grande influence dans tous les domaines.  

## Toponyme
Origine du nom : le ruisseau « de Vigneau » pourrait être à l'origine du nom Duvigneau. Le de Vigneau est l'un des sept ruisseaux associés à la façade est du bassin d’Arcachon : « Les Duvigneau étant les paysans vivant près du (de) Vigneau. » Le de Vigneau est un cours d'eau dont le bassin versant est celui dénommé « Adour-Garonne ». Les communes traversées par le ruisseau sont Audenge et Biganos.

### Sources bibliographiques
- « Jacques Duvigneau », dans le Dictionnaire des parlementaires français (1889-1940), sous la direction de Jean Jolly, PUF, 1960 [détail de l’édition]
- Sylvie Guillaume et Bernard Lachaise (Université Bordeaux-Montaigne. Centre aquitain de recherches en histoire contemporaine), Dictionnaire des parlementaires d'Aquitaine sous la Troisième République, Talence, Presses Universitaires de Bordeaux, 1998, br, couv. ill.; 624, 24 cm (ISBN 2-86781-231-3 et 9782867812316, OCLC 468077217, BNF 37035405, SUDOC 045199868, présentation en ligne, lire en ligne), p. 235 et 236